# Lãnh thổ tự trị Newfoundland
Lãnh địa tự trị Newfoundland (tiếng Anh: Dominion of Newfoundland) tồn tại từ năm 1907 đến năm 1949. Lãnh địa tự trị Newfoundland nằm tại đông bắc bộ Bắc Mỹ, dọc theo duyên hải Đại Tây Dương và gồm có đảo Newfoundland và Labrador trên đại lục của lục địa. Đạo luật Westminster ngày 11 tháng 12 năm 1931 tạo một cơ chế để Newfoundland giành được độc lập bên trong Thịnh vượng chung Anh, song thay vì phê chuẩn nó, sau khi gần phá sản vào năm 1933, đến ngày 16 tháng 2 năm 1934 thì Nghị viện Newfoundland thông qua quyết định từ bỏ chế độ tự trị. Chính phủ trách nhiệm tại Newfoundland tự nguyện chấm dứt và quyền quản lý lãnh thổ tự trị được chuyển trực tiếp cho Luân Đôn. Từ năm 1934 đến năm 1949, một Ủy ban chính phủ gồm sáu thành viên quản lý Newfoundland, báo cáo với Cục lãnh thổ tự trị tại Luân Đôn. Newfoundland vẫn là một lãnh thổ tự trị trên pháp lý cho đến khi gia nhập Canada vào năm 1949 với vị thế một tỉnh.